# Östtysklands ambassad i Stockholm
Östtysklands ambassad i Stockholm (även Östtyska ambassaden, DDR:s ambassad) var åren 1973–1990 Östtysklands diplomatiska representation i Sverige.

## Historik
Den 21 december 1972 blev Sverige, tillsammans med Österrike, bland de första länderna utanför Östblocket som erkände DDR. Från februari 1973 till 1990 hade Östtyskland diplomatisk representation i Sverige, varefter Östtyskland upphörde att existera och återförenades med Västtyskland. Den 3 oktober 1990 lämnade den siste ambassadören ambassaden. Ambassadbyggnadernas ägarskap övergick då till Förbundsrepubliken Tyskland.

### Fastigheter

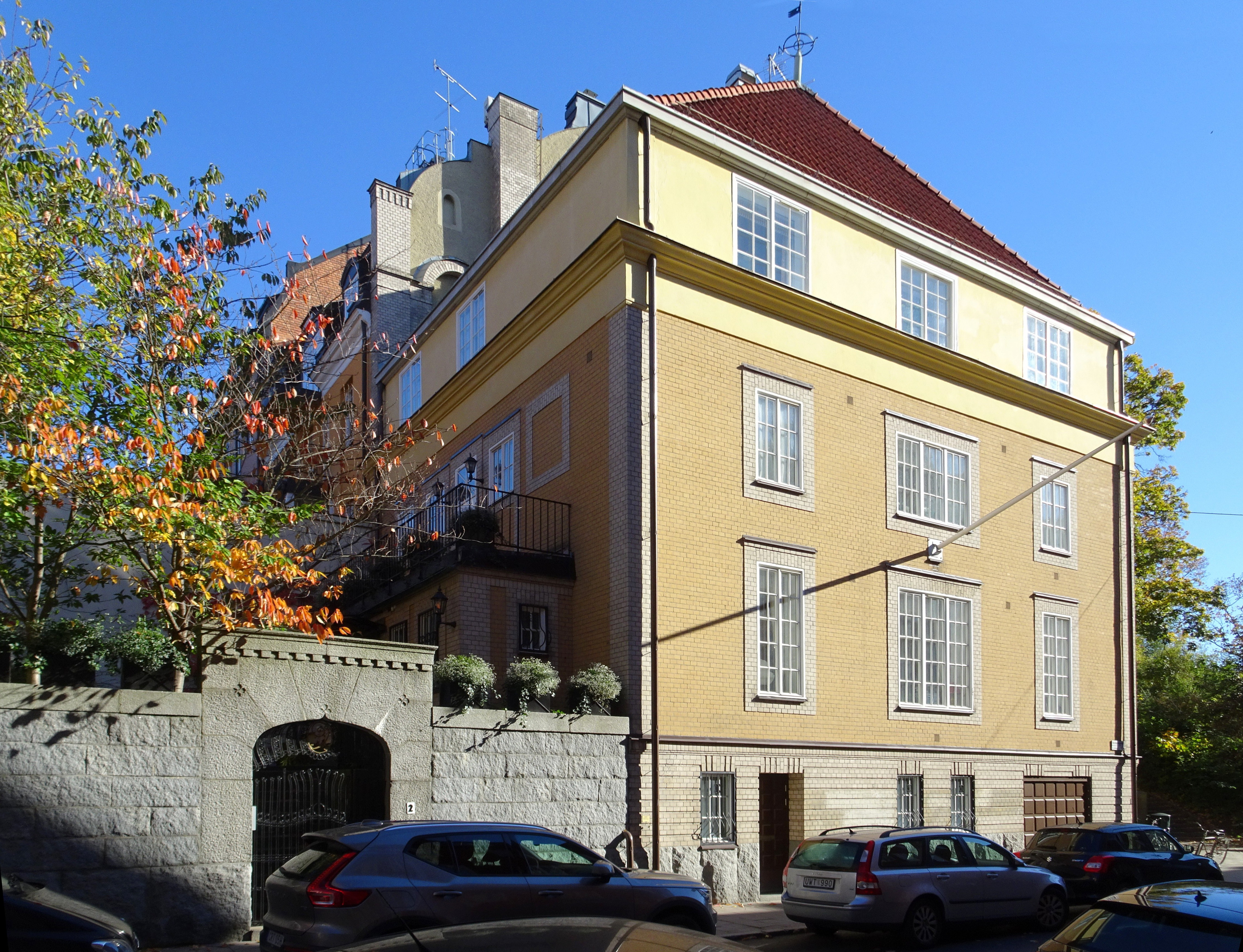
Före detta konsulatsbyggnaden Tofslärkan 1 vid Verdandigatan 2, 2022.

År 1972 förvärvades DDR den 1915/1916 uppförda byggnaden Sidensvansen 6 på Bragevägen 2 i Lärkstaden i Stockholms innerstad och lät bygga om husets bottenvåning till sin Stockholmsambassad. I längan mot Bragevägen låg ambassadens tjänsterum och i delen mot Engelbrekts Kyrkogata fanns lägenheter för ambassadens medarbetare. I källarvåningen hade ambassaden sällskapsrum med ”gillestuga”, kök och bastu. Ambassaden låg där till år 1990.
Beskickningen disponerade även fastigheten Tofslärkan 1 vid närbelägna Verdandigatan 2, beskrivet som DDR:s konsulat.
Fastigheten Sidensvansen 6 är blåklassad av Stockholms stadsmuseum och hyser i dag (2019) Tyska Skolans klass F–3 och fritidshem.

## Beskickningschefer
| Namn                 | Period    | Funktion   |
| -------------------- | --------- | ---------- |
| Peter Steglich       | 1973–1974 | Ambassadör |
| Wolfgang Kiesewetter | 1974–1982 | Ambassadör |
| Manfred Schmidt      | 1982–1988 | Ambassadör |
| Erich Wetzl          | 1988–1990 | Ambassadör |